# Kommendörkapten
Kommendörkapten (förkortning: kk) är en tjänstegrad inom flottan motsvarande överstelöjtnant och som internationellt är på nivån OF-4. Enligt författaren Ian Fleming var James Bond kommendörkapten. 

## Sverige
Kommendörkapten (förkortning: kk) infördes i Sverige 1824 och från 1866 delades den upp på kommendörkapten 1:a graden (Kk1) respektive kommendörkapten 2:a graden (Kk2). Uppdelningen upphörde dock 1972 då kommendörkapten 1:a graden blev kommendörkapten och kommendörkapten 2:a graden blev örlogskapten. Kommendörkapten motsvarar överstelöjtnant i amfibiekåren, flygvapnet och armén.
Vanliga befattningar som en svensk kommendörkapten innehar är divisionschef i flottan, stabschef vid flottilj eller sektionschef i högre stab. En officer kan utnämnas till kommendörkapten efter att ha genomgått Försvarshögskolans tvååriga högre officersprogram.

### Internationella jämförelser
Graden är inplacerad i NATO-nivån OF-4, vilket motsvarar följande tjänsteställningar i olika länders försvarsmakter.
| OF-4 | Land/Försvarsmakt   | Grad                 | Gradbeteckning |
| ---- | ------------------- | -------------------- | -------------- |
|      | USA:s flotta        | Commander            |                |
|      | Brittiska flottan   | Commander            |                |
|      | Tysklands flotta    | Fregattenkapitän     |                |
|      | Frankrikes flotta   | Capitaine de Frégate |                |
|      | Norges marinförsvar | Kommandørkaptein     |                |
|      | Danmarks flotta     | Kommandørkaptajn     |                |
|      | Finlands marin      | Komentaja Kommendör  |                |

### Gradbeteckning efter 2003
Gradbeteckningen i dess nuvarande form har burits sedan 2003 och ändrades då för att få ett mer internationellt utseende. Idag består den av tre st 12,6 mm guldgalon och en ögla av samma galon. Gradbeteckning på ärm bärs till innerkavaj samt mässdräkt i flottan. Då örlogskapten och kommendörkapten är officersgrader bärs mössmärke för officer i flottan på skärmmössa och båtmössa.

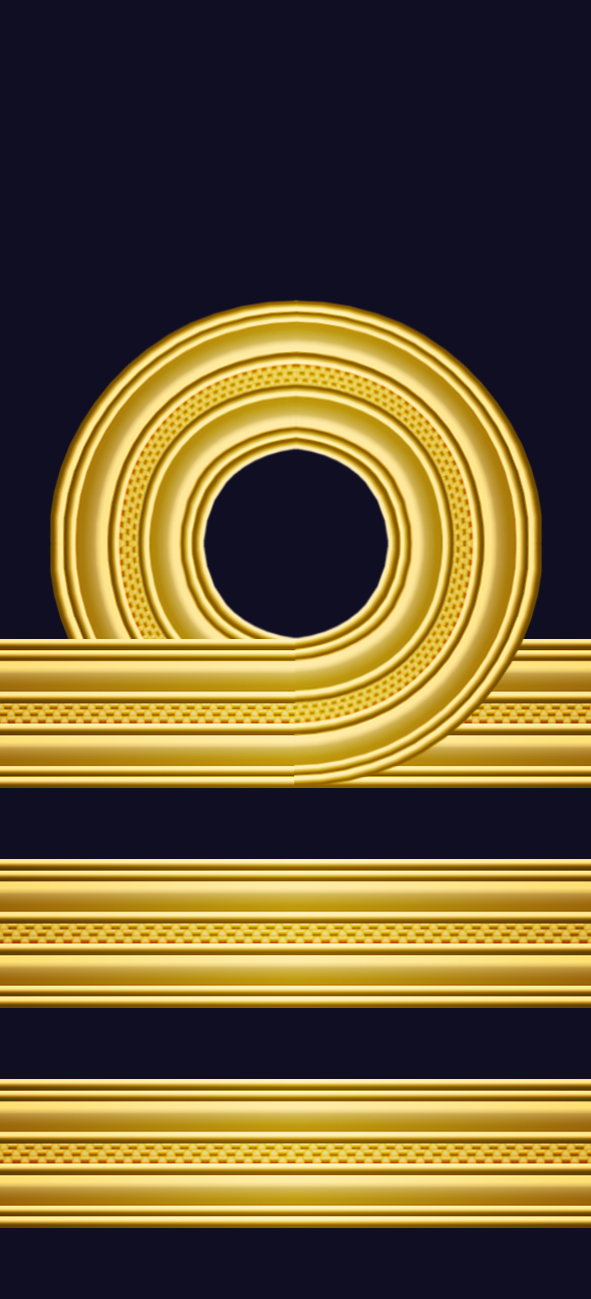
Axelklaffshylsa.
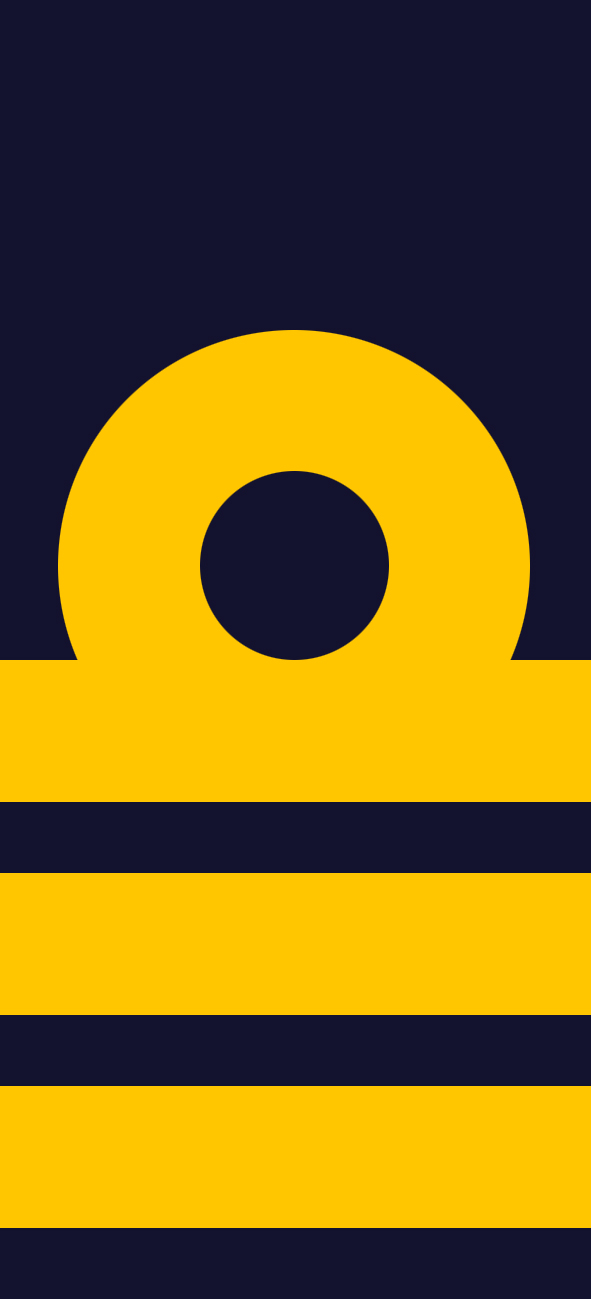
Axelklaffshylsa (sjöstridsdräkt).
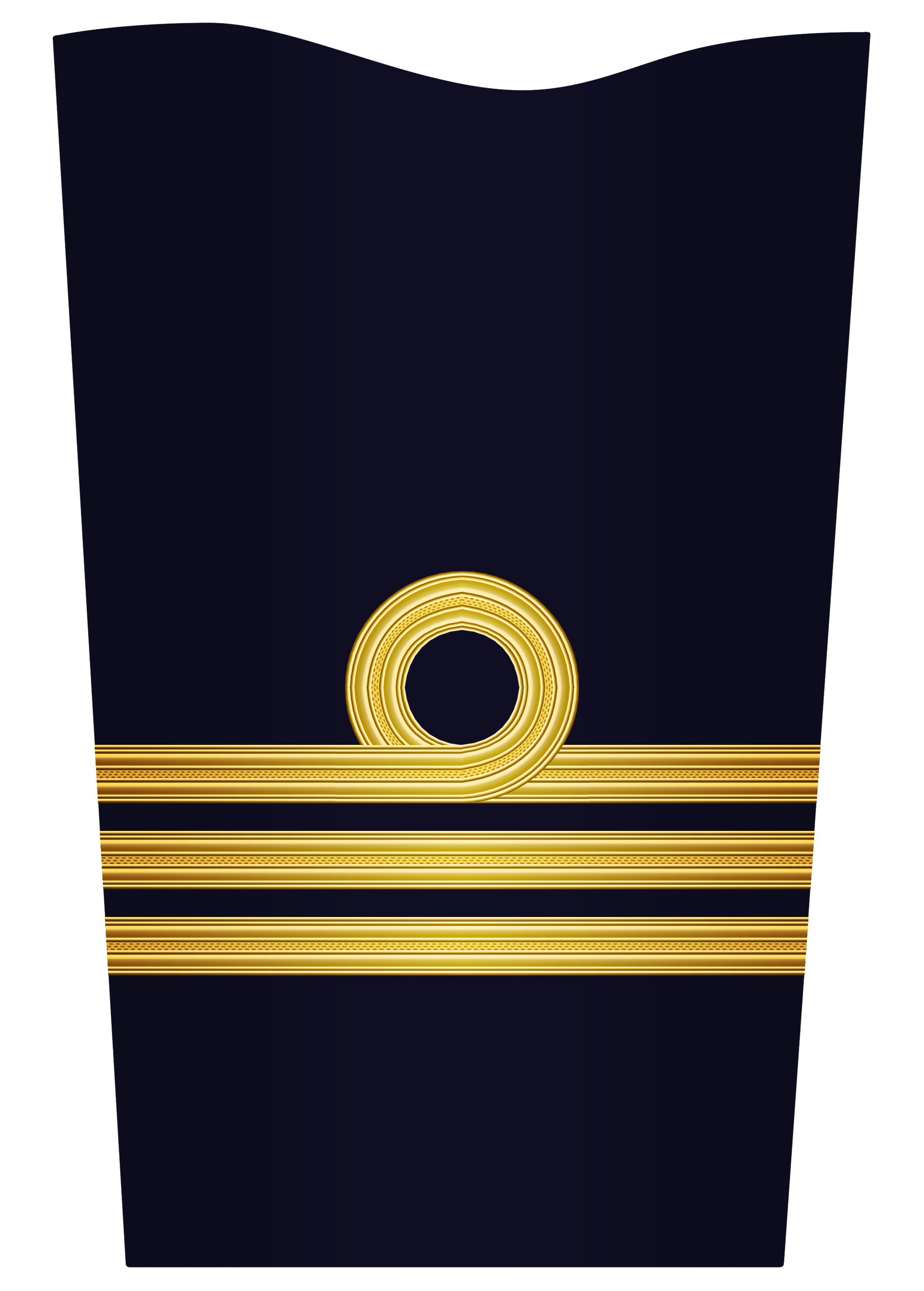
Gradbeteckning på ärm.
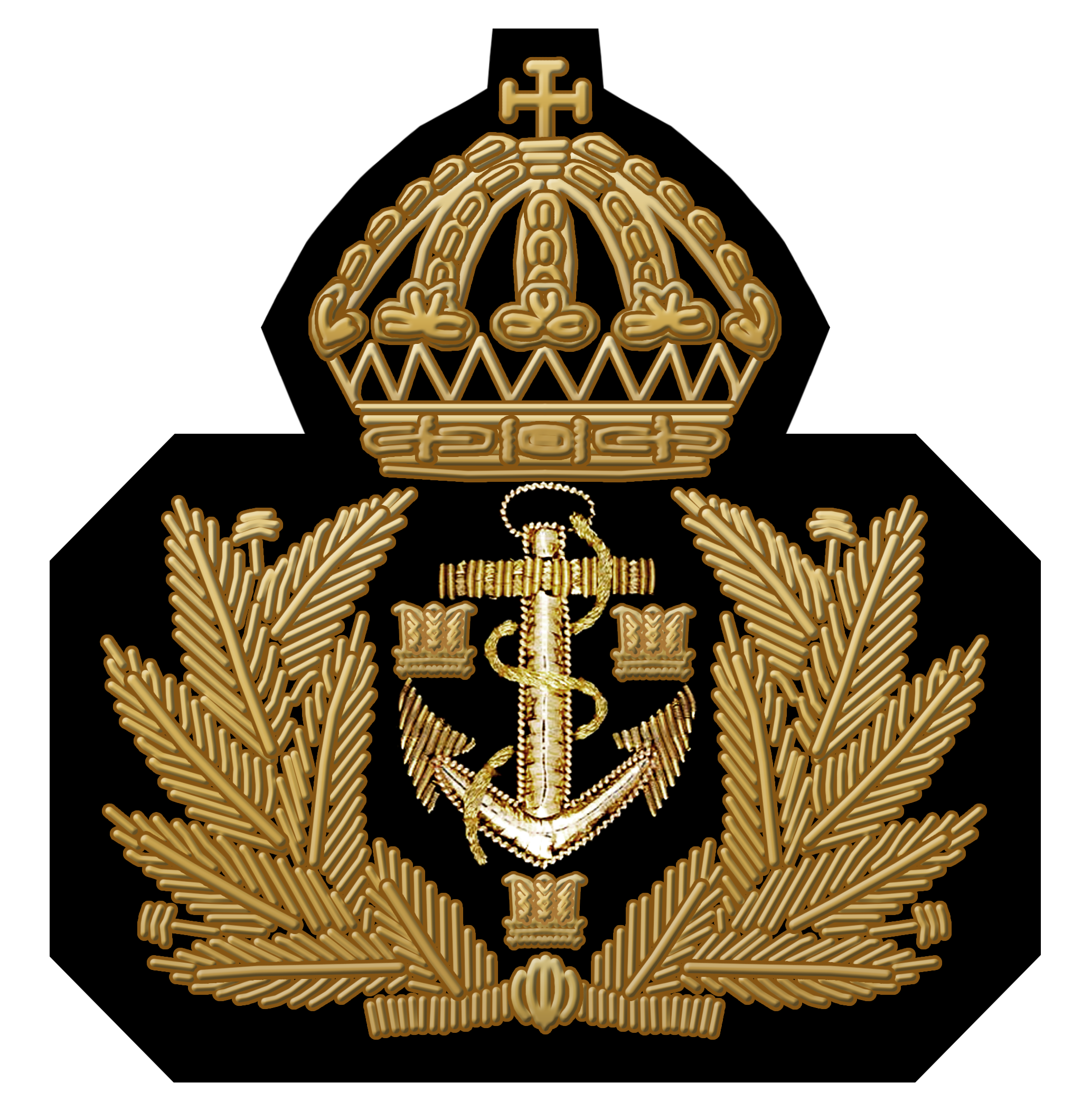
Mössmärke för officer i flottan.

### Gradbeteckning före 2003
Före 2003 bar kommendörkapten fyra st 11 mm guldgaloner och en ögla av samma galon. Efter 2003 liknar denna gradbeteckning tre  st 11 mm guldgaloner och en ögla av samma galon.

## Finland
I den finländska marinen är kommendörkapten (finska: Komentajakapteeni) en militär grad som motsvaras av örlogskapten i Sverige och inom de finländska landstridskrafterna och luftvapnet av major.
Motsvarigheten till svenska kommendörkapten heter i Finland kommendör.